# Championnat de Pologne féminin de football 2024-2025
Navigation
Édition précédente Édition suivante
Le championnat de Pologne féminin de football 2024-2025 est la 46e édition de la première division de football féminin en Pologne. 
Le championnat commence le 10 août 2024 et se termine le 25 mai 2025, les équipes s'affrontent deux fois (2 fois 11 matchs).
Le GKS Katowice termine à la première place en fin de saison et remporte son deuxième titre de champion de Pologne.

## Compétition
| Rang | Équipe               | Pts | J  | G  | N | P  | Bp | Bc | Diff |
| ---- | -------------------- | --- | -- | -- | - | -- | -- | -- | ---- |
| 1    | GKS Katowice         | 63  | 22 | 21 | 0 | 1  | 74 | 8  | +66  |
| 2    | Czarni SosnowiecC    | 52  | 22 | 17 | 1 | 4  | 83 | 17 | +66  |
| 3    | Pogoń Szczecin T     | 51  | 22 | 17 | 0 | 5  | 60 | 20 | +40  |
| 4    | Górnik Łęczna        | 47  | 22 | 15 | 2 | 5  | 54 | 19 | +35  |
| 5    | Śląsk Wrocław        | 38  | 22 | 12 | 2 | 8  | 48 | 36 | +12  |
| 6    | UKS SMS Łódź         | 33  | 22 | 9  | 6 | 7  | 31 | 17 | +14  |
| 7    | APLG Gdańsk          | 28  | 22 | 8  | 4 | 10 | 30 | 34 | -4   |
| 8    | Rekord Bielsko-Biala | 24  | 22 | 7  | 3 | 12 | 21 | 40 | -19  |
| 9    | Pogoń Tczew          | 18  | 22 | 5  | 3 | 14 | 24 | 58 | -34  |
| 10   | Stomilanski Olsztyn  | 16  | 22 | 4  | 4 | 14 | 25 | 68 | -43  |
| 11   | Resovia P            | 8   | 22 | 1  | 5 | 16 | 16 | 79 | -63  |
| 12   | Skra Częstochowa P   | 3   | 22 | 1  | 0 | 21 | 5  | 75 | -70  |

| Légende : Qualifications et relégations | Légende : Qualifications et relégations                                                      |
| --------------------------------------- | -------------------------------------------------------------------------------------------- |
|                                         | Ligue des champions féminine de l'UEFA 2025-2026 (tour de qualification)                     |
|                                         | Relégation en 2e division                                                                    |
|                                         | (T) : Tenant du titre 2023-2024 (C) : Vainqueur de la Coupe de Pologne 2024-2025 (P) : Promu |

- Le Skra Częstochowa est exclu du championnat après la 14e journée après trois forfaits[2].